# Rudolf Richter

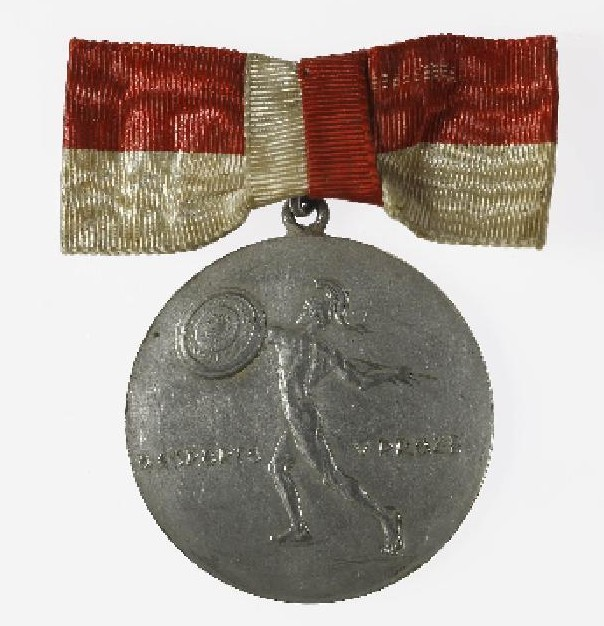
Medaile R. Richtera za III. místo v plaveckém závodě Napříč Prahou, 1916

Rudolf Richter (7. dubna 1883 Praha - 15. ledna 1962 tamtéž) byl český atlet-chodec, cyklista, sportovní organizátor a činovník.
V roce 1902 vystudoval Obchodní akademii v Praze. Pracoval na karlínském magistrátu a později jako účetní ředitel hlavního města Prahy.
V roce 1905 spoluzakládal cyklistický závod Praha-Mochov-Praha, kterého se také aktivně řadu let účastnil. Od roku 1903 přebírá organizaci běžeckého
závodu Běchovice-Praha, kterou vykonává až do roku 1961. Mezi roky 1919 až 1951 byl pokladníkem Československého olympijského výboru.
Podílel se na založení Českého sportovního muzea v roce 1941 nebo sportovního vyznamenání ceny Gutha-Jarkovského.
Reprezentoval také Čechy na LOH 1912 v chůzi na 10 km, kterou ale nedokončil.

## Ocenění
Bylo mu uděleno několik vyznamenání:
- belgická stříbrná medaile s královskou korunou
- řád „Office d'Academie“ - francouzskou vládou
- „Olympijský řád“ II.třídy - německou vládou
- čestným členem ČOV, ČAAU, A.C. Sparta a Č.K.S. Karlín
- roku 1953 získal titul „Zasloužilý pracovník v tělesné výchovy a sportu"